# Silent So Long
Silent So Long (рус. «Молчал так долго») — второй студийный альбом группы Emigrate. Альбом был выпущен в Европе 14 ноября 2014 года. В США релиз состоялся 9 декабря 2014 года.
В записи принимали участие Лемми Килмистер, Мэрилин Мэнсон, Джонатан Дэвис, Frank Delle и Peaches.

## Список композиций
| №  | Название                                        | Длительность |
| -- | ----------------------------------------------- | ------------ |
| 1  | Eat You Alive (совместно с Frank Dellé)         | 3:33         |
| 2  | Get Down (совместно с Peaches)                  | 4:32         |
| 3  | Rock City (совместно с Lemmy Kilmister)         | 3:28         |
| 4  | Hypothetical (совместно с Marilyn Manson)       | 3:44         |
| 5  | Rainbow                                         | 3:34         |
| 6  | Born On My Own                                  | 4:40         |
| 7  | Giving Up                                       | 3:58         |
| 8  | My Pleasure                                     | 3:36         |
| 9  | Happy Times (совместно с Margaux Bossieux)      | 3:36         |
| 10 | Faust                                           | 3:42         |
| 11 | Silent So Long (совместно с Джонатаном Дэвисом) | 5:17         |

## Синглы
- «Eat you alive» (24 октября 2014)
- «Get Down» (2014)

## Участники записи
- Рихард Круспе  — вокал, соло-гитара
- Арно Жиро — бас

- Микко Сирен — ударные
- Ольсен Инвольтини — ритм-гитара

- Саша Мозер — клавишные, программирование

- Джо Летц —  ударные
- Марго Босье —  вокал, гитара